# Geografie Evropy

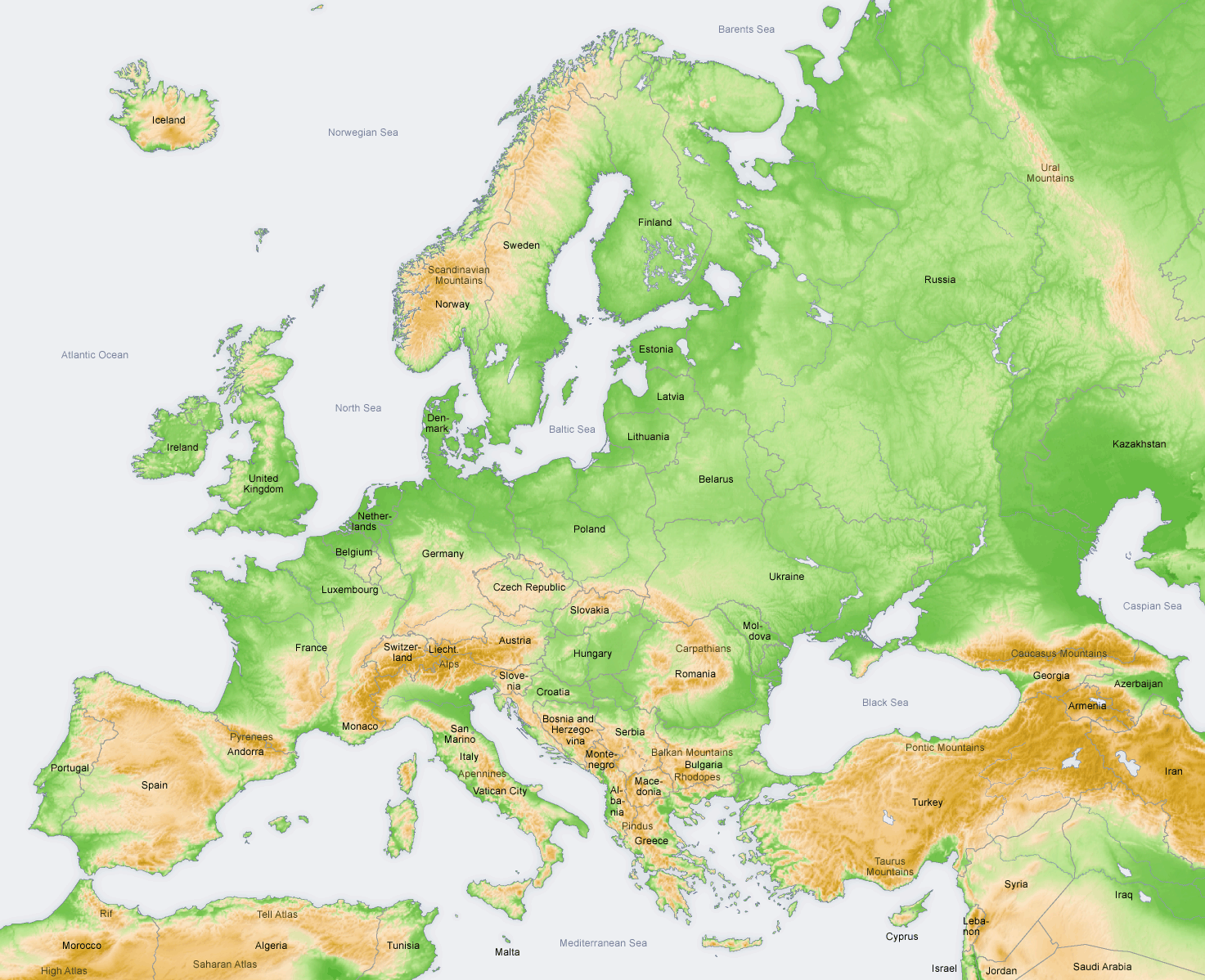
Světadíl Evropa

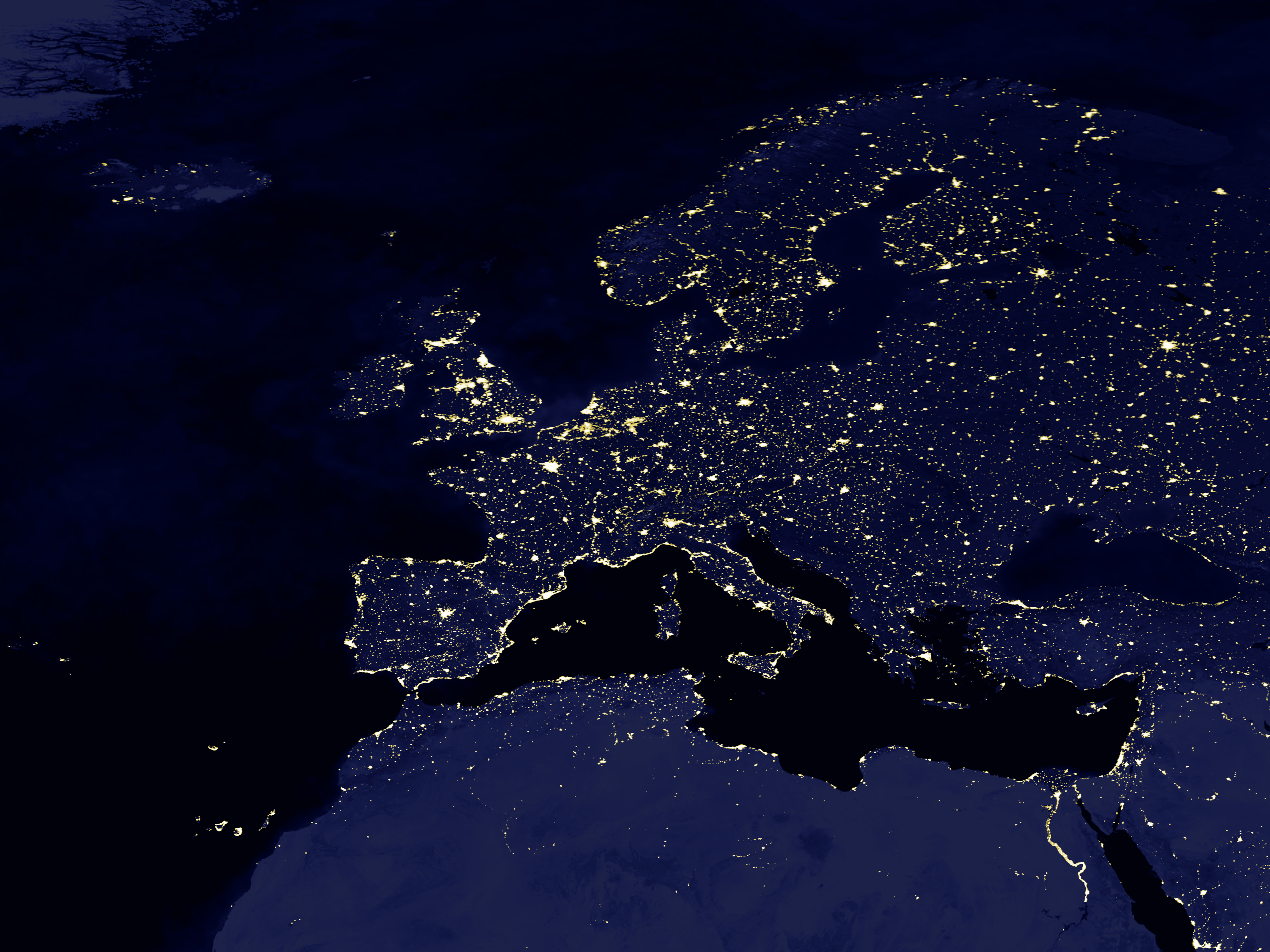
Satelitní snímek Evropy v noci

Název Evropa je odvozen od akkadského slova ereb, tj. západ slunce. Evropa je vlastně obrovský poloostrov dvojkontinentu Eurasie a tvoří severozápadní část tzv. Starého světa.
Evropa je světadíl velkých kontrastů. Vedle horkého pobřeží Středomoří je zde i chladný sever. V populaci jsou velké rozdíly s rozdílnými jazykově-kulturními kořeny. Existují i další fyzickogeografické a socioekonomické rozdíly. Rozdíly byly ale i impulsem pro rychlý kulturně-hospodářský rozvoj.
Velké je přírodní bohatství se širokou škálou povrchových, podnebných i rostlinných podmínek. Významné nerostné suroviny jsou však už značně vyčerpané.

## Poloha
Evropa má výhodnou polohu v srdci severní zemské polokoule, která je maximálně efektivní pro kontakty se světem. Významnou roli hraje moře. Je to spojnice se světem a poskytuje „dary moře“, ryby a suroviny. Jižní, západní a severní Evropa je tvořena převážně poloostrovy a ostrovy.
Hraničním bodem na severu je mys Kinnarodden v Norsku na 71°8′ s.š., pro celý kontinent ale mys Fligely na Rudolfově ostrově v zemi Františka Josefa na 81°51′ s.š. Další významný mys na severu je Severní mys v Norsku, považovaný mylně za nejsevernější bod pevniny. Mys leží na ostrově, ne na pevnině, a má nižší zeměpisnou šířku než Kinnarodden.
Na jihu dosahuje Evropa mysem Marroqui ve Španělsku 35°59′ s.š. Pro celý kontinent je to ostrov Gavdhos v Řecku na 34°48′ s.š. Další pozoruhodné mysy na jihu Evropy jsou: Spartivento a di Venta v Itálii a Matapan v Řecku.
Na západě je nejzazším bodem mys Roca v Portugalsku na 9°29′ z.d., pro celý kontinent je to však irský ostrov Tearaght na 10°39′ z.d. nebo mys Faj Grande na azorském ostrově Flores na 31°16′ z.d., pokud považujeme Azory za součást Evropy a nikoliv Afriky. Další mysy na západě Evropy jsou: Land's End ve Velké Británii, Dunmore v Irsku a Cabo de Fisterra a Mys svatého Vincence na Pyrenejském poloostrově.
Na východě má Evropa smluvní hranici na pevnině. Za nejvýchodnější bod je považováno východní úpatí Polárního Uralu v Rusku na 67°20′ v.d.
Evropa je s spolu s Asií nejméně vymezený kontinent. Východní hranice je smluvní na linii: Bajdaracký záliv - řeka Kara - východní svahy Uralu - řeka Emba - kaspické pobřeží po ústí řeky Kumy - Kumomanyčská propadlina - dolní Don - Azovské moře. Existují i jiné názory na vedení hranice mezi Evropou a Asií, podrobnosti jsou uvedeny v článku Evropa.

## Rozloha
Evropa měří 10 382 000 km², tj. 7 % světové souše. Je to druhý nejmenší světadíl.
Největší délka od mysu sv. Vincence k severovýchodu je 5000 km.

## Horizontální členitost
Evropa má velmi členité pobřeží o délce 37.900 km. Je nejčlenitější ze všech světadílů. Třetinu rozlohy zaujímají ostrovy (750 000 km²) a poloostrovy (2 500 000 km²).
Největší poloostrovy jsou: Skandinávský (774 000 km²), Pyrenejský (581 400 km²) a Balkánský (496 700 km²) s Peloponésem. Další významné poloostrovy jsou: Finský, Kanin, Kola, Jutsko, Bretaň, Apeninský, Istrie a Krym.
Největší ostrovy jsou: Velká Británie (216 325 km²), Island (102 820 km²) a Irsko (83.849 km²). Další pozoruhodné ostrovy Evropy jsou: Severní a Jižní ostrov Nové země, Spitzbergen a Nordaustlandet na Špicberkách, Sicílie, Sardinie, Korsika, Kréta, Sjaelland, Kolgujev, Euboia a Mallorca.

## Podoba
Evropa se skládá ze dvou pevninských trupů: severovýchodního a jihozápadního. Severovýchodní trup postupuje od asijské hranice na jihozápad. Na jihu z něj vyčnívá poloostrov Krym a na severu poloostrovy Kanin a Skandinávský, který je spojen s pevninou Finským poloostrovem, od nějž na sever leží poloostrov Kola. Na jižním konci se Skandinávie rozděluje na dva výběžky, na severu leží poloostrov Nordkinn a na blízkém ostrůvku Severní mys.
Západně od Skandinávie leží na severním okraji Atlantiku druhý největší evropský ostrov Island, severně od ní souostroví Špicberky a na severovýchodě za 80° s.š. Země Františka Josefa. Jižně od ní se nacházejí dva podlouhlé ostrovy Nové země.
Od severovýchodního trupu na jihozápad se táhne menší a užší trup jihozápadní. Na jihu vybíhá ve velké poloostrovy Balkánský, Apeninský a Pyrenejský a v menší Istrii. Na západě ční poloostrovy Bretaň a Normandie, oddělené Lamanšským průlivem od Velkou Británii. Na severu je poloostrov Jutsko.
Nejblíže k Asii leží na jihovýchodě Evropy Balkánský poloostrov. Na severu je spojen s pevninou, na ostatních stranách ho obklopuje moře. Na jihu je ukončen menším poloostrovem Peloponessem.
Balkán je provázen ostrovy:
- na severozápadě Dalmatskými
- na jihozápadě Jónskými
- na jihovýchodě na 35° s.š. podlouhlou Krétou
- severně od Kréty ostatními řeckými ostrovy

Od Balkánu na západ leží štíhlý Apeninský poloostrov jihovýchodního směru. Na jižním konci je rozdělen ve dva výběžky. U jižnějšího z nich leží trojhranná Sicílie, oddělená od pevniny úzkým Messinským průlivem. Severozápadně od Sicílie se rozkládá Sardinie a severněji Korsika.
Na jihozápadě Evropy se nachází nejzápadnější z jihoevropských poloostrovů Pyrenejský, podobný čtyřúhelníku. Na jih trčí mysy Gibraltar a Marroqui a na jihozápadě mys Roca. Východně od poloostrova leží souostroví Baleáry.
Na západě Evropy severně od 50° s.š. najdeme Velkou Británii a západně od ní menší Irsko. U severního cípu Velké Británie jsou rozhozeny drobné skalnaté ostrůvky: západně Hebridy a severně Orkneje a Shetlandy.

## Povrch
Evropa má pestrý reliéf. Průměrná nadmořská výška činí 290 m. Evropa je tak nejnižší ze všech světadílů. Nížiny zaujímají 60 % rozlohy. Vysočiny převažují na většině poloostrovů a na Islandu.
Evropský povrch se dělí do 11 soustav: pyrenejské, apeninské, alpské, karpatské, hercynské, Středoevropské nížiny, Fennoskandie, islandské, Východoevropské roviny a uralské.

### Pyrenejská soustava
Na Pyrenejském poloostrově se rozkládá pyrenejská soustava. Skládá se z plošin a tabulí, z nichž hlavní je Meseta (600-800 m) složená ze starých hornin. Kastilské pohoří ji dělí na Starokastilskou rovinu na severu a Novokastilskou rovinu na jihu.
Mesetu obklopují horská pásma, především nejvyšší pohoří pyrenejské soustavy Sierra Nevada (trvale zaledněný Mulhacén, 3478 m) na jihu a Pyreneje (Pico de Aneto, 3404 m), které vznikly v třetihorách alpinským vrásněním a které daly jméno celé soustavě i poloostrovu a dělí na severu Pyrenejský poloostrov od zbytku Evropy. Západním pokračováním Pyrenejí je Kantaberské pohoří.
Na jihu Pyrenejského poloostrova leží Andaluská nížina. Pyreneje a Mesetu dělí Eberská rovina.

### Apeninská soustava
Apeninský poloostrov vyplňuje apeninská soustava. Táhne se mezi Alpami a Messinským průlivem. Vznikla alpínským vrásněním ve třetihorách. Její páteří jsou Apeniny, dlouhé 1500 km. Nejvyšší částí Apenin jsou Abruzzy (masiv Grand Sasso s nejvyšším vrcholem Corno Grande, 2914 m).
Na západním pobřeží se setkáváme s pozůstatky sopečné činnosti v podobě kráterových jezer (Bolsena, Bracciano a Trasimenské) a sopky Vesuv (1277 m), která zničila roku 79 Pompeje. Na Sicílii se tyčí nejvyšší činná sopka Evropy Etna (3340 m) a na Liparských ostrovech sopky Stromboli a Vulcano. Od Alp je apeninská soustava oddělena Pádskou nížinou.

### Balkánská soustava
Na Balkáně se rozkládá balkánská soustava. I ona vznikla alpínským vrásněním v třetihorách. Dělí se na dvě podsoustavy: Dinaridy, Helenidy a Thrácko-makedonský masiv.

#### Dinaridy
Hlavní část Dinarid, pohoří Velebit, Biokovo a Orjen se rozkládají podél západního pobřeží Balkánu od severovýchodního cípu Pádské nížiny na jihovýchod a od řeky Sávy na jih do Istrie a na Balkán. Byla vytvořena v minulosti svislými pohyby ker podél zlomů severozápado-jihovýchodního směru. Západní část poklesla a byla zalita mořem. V Dinárských horách se často vyskytují krasové jevy: závrty, polje a rozsáhlá Postojenská jeskyně.

#### Thrácko-makedonský masiv
Thrácko-makedonský masiv leží na jihovýchodě Balkánu. Západní část byla zalita mořem, jehož pozůstatkem jsou jezera Ochridské a Prespanské. V oblasti jsou častá zemětřesení. Jedno z nich zničilo roku 1963 Skopje. Nejvyšší pohoří zde jsou Pirin (Vichren, 2915 m) a Rila (Musala, 2925 m) patřící do Rilsko-rodopského masivu.

### Alpská soustava
Severně od apeninské soustava se rozkládá nejvyšší a nejmohutnější soustava alpská. Vznikla ve třetihorách alpínským vrásněním, které má po ní jméno. Dělí se na dvě podsoustavy: západoalpskou a východoalpskou. Hranicí podsoustav je linie údolí Rýna -
Splužský průsmyk - jezero Como.

#### Západní Alpy
Jádro západoalpské podsoustavy je z krystalických hornin. Nejvyšší jsou Masiv Mont Blanc (Mont Blanc, 4808 m) a Walliské Alpy (Dufourspitze, 4634 m). Mezi oběma pohořími je průsmyk Col du Grand-Saint-Bernard (2469 m) s proslulým hospicem.
Dalšími významnými celky jsou:
- vysoké a zaledněné Bernské Alpy (Finsteraarhorn, 4274 m). Mezi Bernskými a Walliskými Alpami se táhne hluboké a dlouhé údolí řeky Rhôny
- severně a severovýchodně od Bernských Alp se nachází rovinato-pahorkato-vrchovinná Švýcarská vysočina s výškou masivů od 1500–2000 m.
- Grajské Alpy (Grand Paradiso, 4061 m) a sousední masiv Vanoise (Grande Casse 3855 m)
- Přímořské Alpy, oddělené od Apenin průsmykem Col di Tende
- severně od Přímořských Alp leží rozlehlé Kottické Alpy (Monte Viso, 3841 m).

#### Východní Alpy
Východoalpská podsoustava se dělí na tři pásma a předhůří. Nejvyšší je střední krystalické pásmo. Nejvyšším masivem Východních Alp je Bernina (Piz Bernina, 4049 m - jediná čtyřtisícovka). Střední pásmo tvoří ho mohutné Vysoké Taury (Grossglockner, 3798 m). Jejich východním pokračováním jsou Nízké Taury (Hochgolling, 2863 m) Západně od Brennerského průsmyku se táhnou Stubaiské AlpyÖtztalské Alpy (Wildspitze, 3770 m, s ledovci v okolí). Rétské Alpy (Sesvenna, Bernina, Albula) jsou rozděleny dlouhým údolím Engadin, kde protéká řeka Inn.
- Severní vápencové Alpy

Severní vápencové pásmo tvoří Rakouské Alpy a Bavorské Alpy, jejichž nejvyšším celkem jsou Lechtalské Alpy Parseierspitze (3036 m)a Skupina Dachsteinu Hoher Dachstein (2995 m). Severně od Rakouských Alpy a Bavorských Alp se rozkládá k hornímu Dunaji horský systém Jura. Od Švýcarské vysočiny je oddělen Bodamským jezerem.
- Jižní vápencové Alpy

V jižním vápencovém pásmu jsou dominantní Dolomity (Marmolada, 3343 m). Předhůří tvoří Bakoňský les mezi Velkou a Malou uherskou nížinou, Varaždínské vrchy mezi Sávou a Drávou a Fruška Gora mezi Sávou a Dunajem.

### Karpatská soustava
Východně od alpské soustavy se rozkládá karpatská soustava, vytvořená alpínským vrásněním ve třetihorách. Dělí se na pět podsoustav: Západní, Východní a Jižní Karpaty, Transylvánskou vysočinu, Starou Planinu a Vnitrokarpatské sníženiny.

#### Západní Karpaty
Západní Karpaty se táhnou na severozápadě karpatské soustavy mezi horní Odrou a Dukelským průsmykem. Centrální část tvoří krystalické pásmo obklopené druhohorními usazeninami z vápenců a dolomitů. Nejvyšším pohoří jsou Vysoké Tatry (Gerlachovský štít, 2654 m). Z jihu přiléhá vnitřní oblouk sopečných vyvýšenin: Slovenské rudohoří, Mátra a Zemplínské vrchy.

#### Východní a Jižní Karpaty
Tato horstva vyplňují severovýchodní část karpatské soustavy mezi Velkou uherskou nížinou a Valašskou nížinou k údolí Dunaje, který obě nížiny spojuje. Nejvyšší pohoří jsou Fagarašské vrchy (Moldoveanu, 2543 m).

#### Stará Planina
Stará planina (Botev, 2376 m) leží v jihovýchodní část karpatské soustavy. Ve vrcholové části se nachází rozsáhlá plošina.

#### Vnitrokarpatské sníženiny
Vnitrokarpatské sníženiny zaujímají polohu v jihozápadní části karpatské soustavy. V neogénu byla oblast zaplavena mořem. Tvoří ji Podunajská, Velká a Malá uherská a Valašská (Rumunská) nížina (do 200 m). Ve východní části je pokryta spraší.

### Hercynská soustava
Rozkládá se v západní Evropě a v jižní části Evropy střední. Vznikla hercynským vrásněním koncem prvohor. Je značně protažena v rovnoběžkovém směru a vykazuje proto odlišnosti v podnebí i ve vegetaci. Dělí se na tři podsoustavy: středoevropskou, přímořskou pevninskou a přímořskou ostrovní.

#### Středoevropská podsoustava
Vyplňuje jižní část střední Evropy. Převažuje horský terén. Ve sníženinách leží mohutné uhelné vrstvy.
Hlavní částí je Českoněmecká vysočina mezi Hornorýnskou rovinou, Moravským polem na řece Moravě a údolím řeky Odry. Na jihu ji dělí Dunaj od Švábskobavorské vysočiny. Ze severu přiléhá nízká Středoevropská nížina.
Ústřední roli hraje horský uzel Smrčiny. Z nich vybíhá:
- Česká vysočina dvěma pásmy:
  - na jihovýchod Český les a Šumava
  - na severovýchod Krušné hory a pásmovité Sudety (Sněžka, 1603 m) k horní Odře.
- na jihozápad Franský Jura, Švábský Jura a Schwarzwald s prameny Dunaje
- na severozápad Durynský les

#### Přímořská pevninská podsoustava
Leží v pevninské západní Evropě. Převažují zde roviny (Francouzská nížina) a pánve (Akvitánská a Pařížská pánev).
Nejvýznamnější pohoří jsou:
- Francouzské středohoří (Masif centrale, Puy de Sancy, 1886 m)

s výraznými Cevennami, odděleným od Alp dolnorhônským údolím a nízkou Provensálskou rovinou
- od Švýcarské vysočiny na severozápad Švýcarský Jura
- severně od něj pásmovité Vogézy
- Ardenny

Na západě podsoustavy se rozkládá Francouzská nížina a na severu Dolnorýnská rovina.

#### Přímořská ostrovní podsoustava
Na Britských ostrovech se rozkládá přímořská ostrovní podsoustava. Vznikla kaledonským a na jihu hercynským vrásněním. Ledovec vytvořil fjordy a jezera. Nejvyšším pohořím jsou Grampiany (Ben Nevis, 1343 m).

### Středoevropská nížina
Rozkládá se v severní části střední Evropy. Tvoří ji druho- a třetihorní usazeniny převážně mořského původu. Nížina byla domodelována ledovcem, po jehož činnosti zůstala charakteristická říční síť s pravoúhle lomenými říčními koryty a jezerní plošiny.
Na severozápadním pobřeží se vyskytují periodicky zaplavované nížiny watty a za nimi pásy rovin, zvaných marše. Na severu vzniklo ledovcovou činností boddové pobřeží. Na plochém pobřeží najdeme mělčiny a kosy.

### Fennoskandie
Vyplňuje prakticky celou pevninskou severní Evropu. Dělí se ve dvě podsoustavy: horskou a rovinnou.

#### Horská podsoustava
Rozkládá se na západě Fennoskandie. Souvislý zarovnaný povrch byl rozdělen mladými tektonickými pohyby na kry, tvořící plochá pásma (fjeldy), oddělená sníženinami. Nejvyšším celkem je Skandinávské pohoří (Glittertind, 2472 m, Galdhopiggen, 2471 m). Pohoří vzniklo kaledonským vrásněním v prvohorách a je považováno za nejstarší evropské pohoří. Na západě spadá vysokým zlomovým pobřežím do moře, na východě se snižuje stupňovitými plošinami. Výrazná je ledovcová činnost, vytvářející ledovcová údolí s profilem „U“, jezera a fjordy. Nejdelším fjordem je Sognefjord (220 km, hloubka do 1200 m).

#### Rovinná podsoustava
Leží ve Finsku a jižním Švédsku. Tvoří ji Skandinávská nížina a Finská jezerní plošina. Převažují roviny. Ledovce vytvořily jezera a zanechaly morény. Dodnes pevnina, nezatížena ledovcem, stoupá o 1 m za 100 let. U pobřeží jsou ostrovy Gotland (3000 km2) a Öland (1300 km2).

### Islandská soustava
Islandskou soustavu na ostrově Island tvoří mladé sopečné horniny v rozsáhlých tabulích. Pleistocenní ledovce pokrývají 12 % Islandu. Největší z nich je Vatnajökull. Na Islandu se tyčí 150 sopek, z toho 26 činných (Hekla, 1491 m, Askja, 1510 m, 3. nejvyšší v Evropě). Na blízkém ostrově Jan Mayen leží sopka Beerenberg (2278 m, 2. nejvyšší v Evropě).

### Východoevropská rovina
Pokrývá převážnou část evropského Ruska. Na jihu přechází do Kubáňské nížiny v jihozápadní Asii. Na východě ji lemuje Ural. Podklad její nejstarší části tvoří krystalický Baltský štít pokrytý usazeninami. Rovina má jednotvárný povrch do 500 m n. m., ale je mírně zvlněná. Nejvyšší jsou Povolžská a Valdajská vrchovina. Nejnižší je Kaspická nížina (-28 m, nejnižší v Evropě). Na Krymu se tyčí Krymské hory.

### Uralská soustava
S nejvyšší horou Narodnou (1894 m) tvoří nesporně evropsko-asijskou hranici. Má poledníkový směr o délce 2000 km.

## Vodstvo

### Okolní moře
Evropu omývají dva oceány: Atlantský a Severní ledový.
Severní ledový oceán zabíhá do Evropy vnitřním Bílým mořem, odděleným od vlastního oceánu poloostrovem Kolou.
Atlantský oceán odděluje od Evropy celá řada vnitřní a okrajových moří:
- okrajové Irské moře mezi Irskem a Velkou Británií, spojené s vlastním oceánem Svatojiřským průlivem
- okrajové Severní moře mezi Velkou Británií, Jutskem a Skandinávií
- vnitřní Baltské moře se zálivy Botnickým, Finským a Rižským. Se Severním mořem je Baltské moře spojeno průlivy Skagerrak, Kattegat a Velkým a Malým sundem
- průliv La Manche s Calaiskou úžinou
- Biskajský záliv mezi Francií a Španělskem
- vnitřní Středozemní moře, spojené s vlastním oceánem Gibraltarským průlivem, které samo má vlastní součásti:
- Lví záliv ve Francii
- okrajové Ligurské moře mezi Korsikou a Itálií s Janovským zálivem
- okrajové Tyrhénské moře mezi Korsikou, Sardinií, Sicílií a Itálií, spojené Messinským průlivem
- s okrajovým Jónským mořem mezi Sicílií, Itálií a Řeckem, s Tarentským zálivem, spojené Otrantským průlivem
- s vnitřním Jaderským mořem mezi Itálií a Balkánem, s Benátským, Kvarnerským a Terstským zálivem
- vnitřní Egejské moře mezi Řeckem a Tureckem, spojené Dardanelským průlivem
- s vnitřním Marmarským mořem, spojeným úžinou Bospor

• vnitřním Černým mořem, spojeným Kerčským průlivem
- s vnitřním Azovským mořem

### Řeky
V Evropě je hustá říční síť. Řeky se však od sebe liší svými režimy. Většina Evropy má vodními maxima v jarních měsících, kdy taje sníh a led. Týká se to západní, střední i východní Evropy, zatímco severní Evropa má maxima posunuta k létu v souvislosti s pozdním táním. Jižní Evropa má vodní režimy nevyrovnané se zimními maximy v závislosti na zimních srážkách; v létě naopak jsou některé řeky blízké vyschnutí.
Také spádovými křivkami nebo průběhem koryta se říční systémy liší. V Norsku a na Islandu jsou spádové křivky nevyrovnané a řeky tvoří četné peřeje a vodopády. V Severoněmecké nížině zase řeky kopírují ledovcová údolí a je pro ně typické ohýbání koryt v pravém úhlu. Ve Švédsku a Finsku se ledovcová činnost postarala o nevyvinutou říční síť na zabahněném terénu s četnými jezery.

#### Úmoří Atlantského oceánu
80 % Evropy je odvodňováno do Atlantského oceánu. Přímo do vlastního oceánu tečou např.:
- Clyde, Severn, Shannon
- Loira, pramenící v Cevennách
- Minho
- Duero, tekoucí Starokastilskou rovinou
- Tajo a Guadiana, protékající Novokastilskou rovinou
- Guadalquivir, tekoucí Andaluskou nížinou

Do Biskajského zálivu ústí Garonna, pramenící v Pyrenejích, jejíž jednotné otevřené ústí se nazývá Gironde, a Adour.
Do Lamanšského průlivu teče Seina.
Baltské moře přijímá:
- Odru, ústící do dvouostrovního limanu proti jižnímu cípu Skandinávie
- karpatskou Vislu
- Západní Dvinu (Daugavu), ústící do Rižského zálivu s pramenem na Valdajské vrchovině
- Němen, ústící do Kurského limanu
- krátkou, ale širokou Něvu, vytékající z Ladožského jezera do východního cípu Finského zálivu
- Torneu a Dalälven.

Do Severního moře teče:
- Rýn, pramenící v průsmyku sv. Gottharda a protékající největší alpským jezerem, Bodamským, mezi Švýcarskou a Švábsko-bavorskou vysočinou
- Šelda (Schelde), Enns, Wesera
- Labe, pramenící v Krkonoších nedaleko Sněžky, s přítokem Vltavou
- Eider
- Göta z jezera Vänern
- Glama, krátká, ale splavná Temže a Humber.

Do Středozemního moře ústí:
- Rhôna, pramenící ve Svatogotthardském průsmyku, rozdělující Walliské a Bernské Alpy a vtékající po průtoku Ženevským jezerem deltovitým ústím do Lvího zálivu; dolní a střední tok tvoří západní alpskou hranici; jejím přítokem je Isére s pramenem na Iseranu
- Ebro, protékající Eberskou rovinou s ústím proti Baleárám.

Do Tyrhénského moře ústí Tiber.
Do Jaderského moře plynou:
- krasové řeky Drina, Neretva a Krka s řadou ponorných přítoků a s hlubokými kaňony
- Pád s prameny na Visu v Alpách, jehož přítoky jsou také alpské řeky
- Adiže, pramenící v Ötztalských Alpách
- Tagliamento a Soča (Isonzo).

Do Egejského moře ústí Vardar, Struna a Marica.
Do Černého moře odvádí vody především Dunaj (2850 km, druhá nejdelší řeka v Evropě, povodí 817 000 km2, druhé největší v Evropě). Pramení ve Schwarzwaldu a odděluje Českoněmeckou vysočinu od Alp. Středním tokem patří Uherské nížině a tokem dolním nížině Rumunské. Napájí ho četné alpské řeky. Ústí deltou. Jeho přímka měří 500 km jihovýchodního směru, ale skutečný tok tvoří obšírné okliky na obě strany.
Dunajské přítoky jsou:
- na horním toku: Inn, pramenící v Ötztalských Alpách a protékající Engadinem, Salzbach, Enns a Morava
- na středním toku: Dráva, Sáva, oddělující alpskou a dinárskou soustavu, Tisa a Morava
- na dolním toku: karpatský Prut a balkánský Iskăr.

Do Černého moře dále tečou:
- Don protékající Cimljanskou nádrží s přítokem Severním Doňcem
- Dněpr, protékající Kremenčuckou a Kachovskou nádrží; pramení na Valdajské vrchovině; jeho přítokem je Desna
- Dněstr a Bug.

#### Úmoří Severního ledového oceánu
Do Bílého moře tečou:
- Mezeň
- Severní Dvina-Suchona s přítokem Vyčegdou
- Oněga

Barentsovo moře přijímá mocnou Pečoru, která pramení na Uralu a protéká širou močálovitou tundrovitou rovinou.
Malá řeka Kara je zajímavá pouze jako část evropsko-asijské hranice.

#### Bezodtoká oblast
Zaujímá 20 % Evropy a je odvodňována do Kaspického moře. Bezkonkurenčním tokem je zde Volha (3531 km, nejdelší v Evropě, Povolží 1 360 000 km², největší v Evropě). Pramení na Valdajské vrchovině. Tok se odchyluje od přímky pravým úhlem k severozápadu a dalšími menšími odchylkami. Skutečná délka je oproti přímce dvojnásobná. Volha protéká nádržemi Samarskou (6500 km², největší v Evropě), Rybinskou (4500 km², 3. největší v Evropě), Volgogradskou, Čeboksarskou a Saratovskou.
Přítoky Volhy jsou:
- Kama (povodí 522 000 km², 3. největší v Evropě), protékající Nižněkamskou nádrží (5500 km², 2. největší v Evropě), s přítoky Bílou a Vjatkou
- Oka s přítokem Moskvou

Volžsko-donský průplav spojuje volhu s Černým mořem.
Do Kaspického moře ústí i Ural (2428 km, 3. nejdelší v Evropě).

### Jezera
Evropská jezera jsou hlavně tektonicko-ledovcového původu. Jsou soustředěna v Karélii v severozápadním Rusku, ve Finsku a Skandinávii. Patří mezi ně šest největších jezer Evropy, nepočítáme-li Kaspické moře. Jsou to: Ladožské jezero (18 390 km², největší v Evropě, hloubka 225 m, 26. nejhlubší v Evropě), Oněžské jezero (9616 km², 2. největší v Evropě, hloubka 124 m), Vänern (5585 km², 3. největší v Evropě), Saimaa, Čudské jezero a Vättern. Nejhlubší jezero v Evropě - Hornindalsvatnet (Norsko) je hluboké 514 m.
Další ledovcová jezera leží v Alpách, z nichž největší a nejznámější jsou jezero Ženevské (hloubka 310 m, nejhlubší v Evropě) a Bodamské.
Ledovcová jezera menší se nacházejí ještě v Meklenbursku a Mazovsku. Tektonickým jezerem je ještě Balaton.
Jiným typem evropských jezer jsou jezera zbytková, vzniklá oddělením části moře od světového oceánu. Patří sem především Kaspické moře (371 000 km², největší na světě, hloubka 1025 m, 3. nejhlubší na světě), které ale Evropě patří jen severním pobřežím. Zbytkovými jezery jsou i jezera Neziderské, Skadarské a Ochridské. Svým způsobem je zbytkovým jezerem i Ijsselmeer, který byl ale vytvořen uměle realizací projektu Zuiderzeewerken.
Malá ale zajímavá jsou krasová jezera, zejména Plitvice a Cirknické jezero.

### Ostatní vodstvo
Největší ledovec je norský Jostedal. Další ledovce jsou na Islandu a v Alpách, hlavně Ötzhalské ledovce. Největší zásoby podzemní vody se nacházejí pod Pařížskou a Akvitánskou pánví. Na Islandu jsou horké prameny (75 °C), využívané k vytápění.

## Podnebí
Evropa zasahuje do tří podnebných pásem: studeného, mírného a subtropického.
Studený pás se dělí na dvě podnebné oblasti: polární (= arktickou) a subpolární (= subarktickou). Polární podnebí na severních ostrovech charakterisuje celoroční mráz a nízké srážky.
Severoevropské pobřeží a Island mají podnebí subpolární s dlouhou, mrazivou zimou (pod -10 °C) a krátkými, chladnými léty (do 15 °C). Nízké srážky dosahují 200-600 mm ročně. Leží zde i absolutně nejchladnější místo Evropy Usť-Cilma (-69 °C). Zimu prohlubuje otevřenost krajiny v severu. Tundrovité močály nevysychají v důsledku nízkého slunečního svitu a mnohdy ani nerozmrzají.
Mírný pás se v Evropě dělí na podnebné oblasti: západopřímořskou, přechodnou a vnitrozemskou.
Západopřímořské podnebí na západoevropském pobřeží určují teplá zima (0-10 °C) a chladné léto (10-20 °C). Je velmi deštivé (nad 600 mm, v jižním Norsku do 3500 mm ročně) a proměnlivé . Prší každý druhý den. Na severu je drsnější, vyskytují se mlhy, oblačnost a vítr s letními teplotami do 10 °C. Zimu zmírňuje Golfský proud a nezamrzající moře, které je současně zdrojem četných srážek.
Mezi západopřímořskou oblastí a Uralem a mezi severním polárním kruhem a 45°s.š. leží přechodná oblast. Je typická výrazným střídáním čtyř ročních dob: chladné zimy (-15-0 °C), mírného jara a podzimu a teplého léta (20-30 °C), do něhož jsou soustředěny mírné srážky (400–1500 mm ročně). Ve vyšších polohách jsou vyšší i srážky. Směrem k východu a k severu rostou vnitrozemské podnebné znaky: mrazivá zima (-20 °C) a krátké léto (25 °C). V Alpách vane jarní a podzimní padavý teplý vítr fén.
Vnitrozemská (= kontinentální) oblast zasahuje do Kaspické nížiny. Studená zima (-15/-5 °C) se výrazně liší od horkého léta (25-30 °C). Nízké srážky (do 400 mm ročně) se soustřeďují do léta. Leží zde nejsušší místo Evropy Astrachaň (180 mm).
Subtropický pás má v Evropě jedinou oblast - středomořskou. Rozkládá se na středomořském pobřeží. Podnebí charakterisuje mírná, vlhká zima (0-15 °C) a horké, suché léto (nad 25 °C). Srážky dosahují 400–1000 mm ročně. Španělská Meseta má velmi vnitrozemské rysy: velmi chladnou zimu (-25 °C) a extrémně horká léta s nízkými srážkami. Ve středodmořské oblasti vanou suché, horké, jižní větry scirocco a jug a v jižní Francii horský padavý, studený vítr mistrál. Leží zde i nejteplejší místo Evropy močál Pantano de Guadalmellato u Córdoby (52 °C) a také nejvlhčí místo Evropy Crkvica (4500 mm ročně) na Černé Hoře.
Zde použité rozdělení podnebných pásů a oblastí není jediné možné. Existuje více kritérií, podle kterých je možné toto rozdělení provést. Použité rozdělení je obvykle aplikováno při středoškolské výuce.

## Přírodní krajiny
Evropské přírodní krajiny, někdy označované jako vegetační pásy, jsou rozděleny podle podnebných poměrů. Ve většině případů však už v původním stavu neexistují. Přírodní krajiny byly proměněny v krajiny kulturní, uzpůsobené a současně vytvářené hospodářskou činností člověka.
Na severních ostrovech a v islandském vnitrozemí se rozkládají mrazové pustiny. Hospodářské využití se omezuje na lov ryb a mořských živočichů v okolních mořích.
Severoevropské a islandské pobřeží zaujímají tundry a lesotundry. Krátká vegetační doba a dlouhodobě zmrzlá půda (= permafrost) dovolují vyrůst jen omezené floře; tvoří ji mechy, lišejníky, odolné byliny, břízy aj. Vznikají zde rašelinné bažiny a vřesoviště. Typickou faunu zastupují: sob, liška polární, lumík, sněžný kur a ryby v moři. Hospodářské využití spočívá v chovu sobů a lovu kožešinové zvěře.
Jehličnaté lesy označované jako tajga zabírají rozsáhlý prostor mezi severním polárním kruhem a 55°s.š. Tajgu tvoří jehličnatý les, složený ze smrku, borovice, jedle, břízy aj. Ve Finsku se uprostřed tajgy tyčí bezlesé pahorky tunturi, podle nichž má jméno tundra. Ve vyšších polohách této přírodní krajiny se vyskytuje horská tundra s mechy, lišejníky a křovinami. Faunu tajgy tvoří: los, hnědý medvěd, vlk, jelen, rosomák, sobol ad. O hospodářské využití se dělí lesnictví a lov kožešinové zvěře.
Nejrozsáhlejší evropskou přírodní krajinou je ta, která už v podstatě neexistuje - smíšené a listnaté lesy mezi 55 a 45°s.š. Východně od 30° v.d. se pás zužuje do úzkého pruhu podél 55. rovnoběžky. Základní floru zastupuje: buk, dub, smrk, bříza, borovice, javor, habr, lípa ad. Ve vyšších polohách převažuje: buk, jedle, smrk, modřín a borovice. V těchto polohách leží nejzalesněnější evropské oblasti, zejména v Karpatech. V nejvyšších polohách tohoto pásu jsou křoviny (jalovec, borovice, kleč, kosodřevina), alpské louky (= Alpen) a kamenité pustiny místy s porosty trav a bylin (hořec, prvosenka, lomikámen, sasanka). Na Britských ostrovech se vyskytují rašeliniště, vřesoviště (vřes, borůvka, jalovec), bažiny a louky. Faunu representuje: liška, zajíc, divoká kočka, rys ostrovid, divoké prase, srnec a jelen, ve vyšších polohách horský kamzík, horská ovce a medvěd brtník. Hospodářské využití je všestranné: pěstují se obiloviny, brambory a cukrová řepa a chová se skot a prasata.
Jižně od 55° s.š. a východně od 30° v.d. a dále v Uherské nížině a ve španělském vnitrozemí se vyskytují stepi a lesostepi. Floru tvoří suchomilné bylinné formace, traviny (kostřava, kavyl, pelyněk) a kosatec. Faunu zastupuje: zajíc, hlodavci (sysel, stepní svišť) a v dunajské deltě, která sem geograficky patří také množství ptáků (růžový plameňák, velký kormorán). Step je hospodářsky většinou využívána k pěstování obilovin, kukuřice a slunečnice, sušší oblasti k chovu skotu a koní.
Středomořské pobřeží zaujímají subtropické lesy a křoviny. Floru representují vždyzelené suchomilné lesy (dub korkový, olivovník, kaštanovník setý, dub, borovice), trnité keře a macchie (= husté formace vždyzelených křovin a bylin: vřes, myrta, pistácie, levandule, tymián, jalovec). Ve vyšších polohách (do 1800 m) rostou smíšené dubobukové lesy. V nejvyšších polohách jsou horské louky a kamenité pustiny. Faunu zastupují ptáci, hadi, ještěrky a hmyz, ve vyšších polohách hnědý medvěd a kamzík.
Poslední a poměrně zachovalou přírodní krajinou jsou pouště a polopouště v Kaspické nížině s nesoluvislým rostlinným krytem, který tvoří křoviny a byliny (pelyněk). Zvířena se soustřeďuje na Kaspiku: plameňák, volavka, pelikán a jeseter.
Zbytky přírodních krajin chrání národní parky. Největší jsou: Jugyd Va (19 000 km²) v Rusku, Hohe Tauern (10.000 km2) v Rakousku a Pečoro-Ilyčskij zapovednik (7213 km²) v Rusku.